# Politisk psykiatri
Med politisk psykiatri avses att psykiatrin ställs eller ställer sig till statsmaktens förfogande för att sortera ut politiskt oppositionella eller i övrigt oönskade delar av befolkningen. 

## Sovjetunionen
Den politiska psykiatrin förekom i många år i dåvarande Sovjetunionen. Diagnosen smygande schizofreni blev ökänd för att användas mot dissidenter.
En samtida rapport från brittiska Amnesty International säger:
”Politiskt oliktänkande spärras in på mentalsjukhuset Serbskijinstitutet i Moskva. Fångarna får ingen möjlighet att försvara sig i en rättegång utan ’undersöks’ av en politisk avdelning som kallas Speciella Diagnosdepartementet. Det innebär att ett antal politiska psykiatriker avgör om fången är så politiskt farlig att han bör spärras in”.

## USA
Drapetomani var en påstådd sjukdom som beskrev en slavs vilja att fly. Begreppet myntades av den amerikanske psykiatern Samuel A. Cartwright år 1851, och fanns med i Thomas Lathrop Stedman's Practical Medical Dictionary så sent som 1914. 
Politisk psykiatri användes också i USA under McCarthy-perioden (1947-57) mot misstänkta kommunister.
När Martha Beall Mitchell vittnade om illegala aktiviteter i Vita Huset förklarades hon lida av psykisk ohälsa. Efter att Watergateaffären briserat fick hon upprättelse. Händelsen gav upphov till begreppet Martha Mitchell-effekten, som beskriver tendensen att diagnostisera någon som psykiskt sjuk bara för att deras berättelse låter osannolik, utan att kontrollera om berättelsen i själva verket stämmer.

## Sverige
I Sverige diskuterades politisk psykiatri i samband med den så kallade Mentalhälsokampanjen och rättspsykiatrin under 1970-talet. Sociopatbegreppet och dess vidlyftiga användning vid denna tid utmönstrades.